# Pobyt tolerowany
Pobyt tolerowany – forma ochrony, dzięki której cudzoziemiec, któremu odmówiono nadania statusu uchodźcy, może legalnie przebywać na terytorium obcego państwa.

## Pobyt tolerowany w Polsce
Zagadnienie pobytu tolerowanego w Polsce uregulowane zostało w Ustawie o cudzoziemcach z 2013 r.

### Przesłanki udzielenia zgody na pobyt tolerowany
Udziela się zgody na pobyt tolerowany na terytorium Rzeczypospolitej Polskiej, jeżeli wydalenie cudzoziemca:
- mogłoby nastąpić jedynie do kraju, w którym zagrożone byłoby jego prawo do życia, wolności i bezpieczeństwa osobistego, w którym mógłby zostać poddany torturom albo nieludzkiemu lub poniżającemu traktowaniu albo karaniu lub być zmuszony do pracy lub pozbawiony prawa do rzetelnego procesu sądowego albo być ukarany bez podstawy prawnej w rozumieniu Konwencji o ochronie praw człowieka i podstawowych wolności, sporządzonej w Rzymie dnia 4 listopada 1950 roku,
- naruszałoby prawo do życia rodzinnego w rozumieniu Konwencji o ochronie praw człowieka i podstawowych wolności, sporządzonej w Rzymie dnia 4 listopada 1950 r. lub naruszałoby prawa dziecka określone w Konwencji o prawach dziecka, przyjętej przez Zgromadzenie Ogólne Narodów Zjednoczonych dnia 20 listopada 1989 r., w stopniu istotnie zagrażającym jego rozwojowi psychofizycznemu (wyjątek – jeżeli dalszy pobyt cudzoziemca na terytorium Polski stanowi zagrożenie obronności lub bezpieczeństwa państwa albo bezpieczeństwa i porządku publicznego),
- jest niewykonalne z przyczyn niezależnych od organu wykonującego decyzję o wydaleniu i od cudzoziemca.

Cudzoziemcowi można udzielić zgody na pobyt tolerowany na terytorium Polski, jeżeli wydalenie cudzoziemca mogłoby nastąpić jedynie do kraju, do którego wydanie cudzoziemca jest niedopuszczalne na podstawie orzeczenia sądu o niedopuszczalności wydania cudzoziemca albo na podstawie rozstrzygnięcia ministra sprawiedliwości o odmowie jego wydania, uwzględniając przyczynę, z powodu której odmówiono wydania cudzoziemca, oraz interes Rzeczypospolitej Polskiej.

### Organy właściwe w sprawie udzielenia zgody
Zgody na pobyt tolerowany może udzielić:
- wojewoda,
- Szef Urzędu do Spraw Cudzoziemców,
- Rada do Spraw Uchodźców.

Od decyzji odmownej cudzoziemiec może się odwołać. W przypadku ponownej odmownej decyzji przysługuje skarga do sądu administracyjnego.
Jeżeli cudzoziemcowi udzielono zgody na pobyt tolerowany, wydaje mu się kartę pobytu.

### Karta pobytu
Karta pobytu jest ważna przez okres roku, a wydaje ją i wymienia organ, który udzielił zgody na pobyt tolerowany (wyjątek: jeżeli zgody udzieliła Rada do Spraw Uchodźców, czynności tych dokonuje Szef Urzędu do Spraw Uchodźców).
Kartę pobytu należy zwrócić niezwłocznie po doręczeniu dokumentu potwierdzającego nabycie obywatelstwa polskiego, decyzji ostatecznej o cofnięciu zgody na pobyt tolerowany, decyzji o nadaniu statusu uchodźcy, decyzji o udzieleniu ochrony uzupełniającej, decyzji o udzieleniu zezwolenia na osiedlenie się, a także w dniu zawiadomienia Szefa Urzędu o zrzeczeniu się prawa do korzystania ze zgody na pobyt tolerowany.

### Konsekwencje udzielenia zgody na pobyt tolerowany
Cudzoziemiec, któremu udzielono zgody na pobyt tolerowany na terytorium Polski może m.in.:
- być zatrudniony bez zezwolenia na pracę,
- podejmować i wykonywać działalność gospodarczą na zasadach takich jak obywatele polscy,
- przystąpić do ubezpieczenia zdrowotnego,
- korzystać z pomocy społecznej,
- uczyć się w szkołach podstawowych, ponadpodstawowych i ponadgimnazjalnych.

W stosunku do cudzoziemca, który uzyskał zgodę na pobyt tolerowany, nie można wydać decyzji o zobowiązaniu do opuszczenia terytorium Rzeczypospolitej Polskiej ani też decyzji o wydaleniu.